# Союз 10
„Союз 9“ е съветски пилотиран космически кораб.

## Екипажи

### Основен екипаж
- Владимир Шаталов (3) – командир
- Алексей Елисеев (3) – бординженер
- Николай Рукавишников (1) – космонавт-изследовател

### Дублиращ екипаж
- Алексей Леонов – командир
- Валерий Кубасов – бординженер
- Петър Колодин – космонавт-изследовател

### Резервен екипаж
- Георгий Доброволски – командир
- Владислав Волков – бординженер
- Виктор Пацаев – космонавт-изследовател

## Описание на полета
Корабът се скачва с изстреляната на 19 април 1971 г. първа в света орбитална космическа станция Салют-1. Заради неизправност в скачващия апарат на кораба космонавтите не успяват да преминат в станцията. Двата апарата са скачени в продължение на около пет часа и половина. Корабът успешно се отделя от стъанцията и се приземява в 23 часа и 40 минути на 24 април 1971 г. северозападно от град Караганда. Това е първото в света нощно кацане на космически апарат.